# Kanton Auxerre-2
Der Kanton Auxerre-2 ist seit 2015 ein französischer Wahlkreis für die Wahl des Départementrats  im Département Yonne in der Region Bourgogne-Franche-Comté. Er umfasst sieben Gemeinden im Arrondissement Auxerre und hat sein Bureau centralisateur in Auxerre.

## Gemeinden
Der Kanton besteht aus sieben Gemeinden und Gemeindeteilen mit insgesamt 19.140 Einwohnern (Stand: 1. Januar 2022) auf einer Gesamtfläche von 104,90 km²:
| Gemeinde         | Einwohner 1. Januar 2022 | Fläche km² | Dichte Einw./km² | Code INSEE | Postleitzahl |
| ---------------- | ------------------------ | ---------- | ---------------- | ---------- | ------------ |
| Appoigny         | 3.133                    | 22,09      | 142              | 89013      | 89380        |
| Auxerre          | 6.611                    | 4,49       | 1.472            | 89024      | 89000, 89290 |
| Branches         | 435                      | 10,99      | 40               | 89053      | 89113        |
| Charbuy          | 1.870                    | 23,40      | 80               | 89083      | 89113        |
| Gurgy            | 1.724                    | 13,12      | 131              | 89198      | 89250        |
| Monéteau         | 4.113                    | 18,19      | 226              | 89263      | 89470        |
| Perrigny         | 1.254                    | 12,62      | 99               | 89295      | 89000        |
| Kanton Auxerre-2 | 19.140                   | 104,90     | 182              | 8902       | –            |

1. ↑   Nur der nordwestliche Teil der Gemeinde, der Rest verteilt sich auf die Kantone Auxerre-1, Auxerre-3 und Auxerre-4.